# 김학규 (게임 개발자)

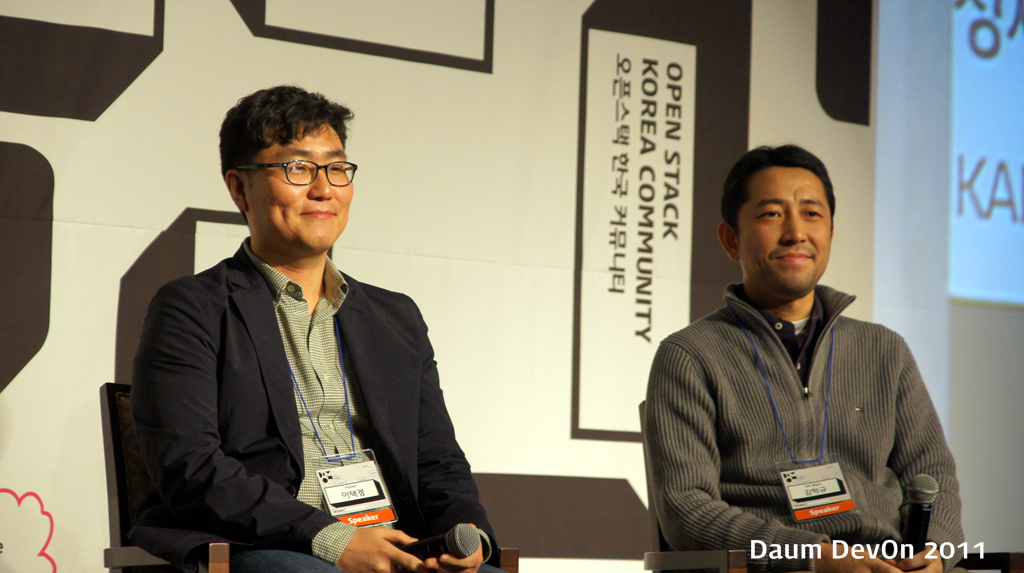
김학규 (오른쪽)

김학규(金學奎, 1973년 11월 1일 ~ )는 대한민국의 게임 개발자이다.

## 개요
김학규가 개발한 게임 중 대중에게 가장 잘 알려진 대표작은 라그나로크 온라인이다. 그는 2000년 그라비티를 설립하고 PC 게임 악튜러스를 만들었고, 차기작으로 조작법과 그래픽이 유사한 온라인 게임 라그나로크 온라인을 개발하게 된다.
그 과정에서 그라비티는 김정률 前회장에게 5억 정도의 투자금을 유치하게 되는데, 이는 당시 그라비티의 최대주주가 되는데 충분한 금액이었다. 김학규는 라그나로크 온라인을 완성하여 상용화를 마친 후, 투자자였던 김정률 회장에게 회사를 빼앗기다시피해 2002년 회사를 떠났다. 그 과정에서 김학규는 김정률 회장에게 수없는 폭언을 들어야 했다며 참담한 감정을 홈페이지에 올린 바 있다.
그 후, 라그나로크 온라인은 일본에서도 성공하여 많은 매출을 내고 그라비티는 소프트뱅크에 총 4000억원 규모로 매각되었으나, 김학규는 이 게임에서 아무 이익도 얻지 못했다. 게임 개발자의 애환을 다룬 이수인의 만화 게임회사이야기에서 '주식을 많이 가진 사람이 왕이 되는 자본주의 시스템을 잘 이해하지 못해 회사를 빼앗긴다거나'가 바로 이 사건을 두고 쓴 글이라는 말이 있다.
김학규는 이후 IMC게임즈를 설립해 온라인 게임 그라나도 에스파다를 개발하였으나 라그나로크 정도의 인기는 끌지 못했다.

## 약력
- 1973년 서울 출생
- 1992년 서울 경기고등학교 졸업, 서강대학교 수학과 입학
- 1992년 아마추어 게임팀 아트앤테크놀러지 결성
- 1994년 횡스크롤 액션게임 리크니스 개발, 병역문제로 팀 해체(다른 멤버들은 소프트맥스에 입사하여 리크니스 완성)
- 1995년 병역특례중 개발팀 그라비티 결성
- 1996년 횡스크롤 액션게임 라스 더 원더러 개발
- 1997년 횡스크롤 액션게임 개미맨 2 개발
- 1998년 서강대학교 수학과를 중퇴, 그라비티 설립
- 1999년 윈도우용 롤플레잉 게임 악튜러스를 손노리와 공동개발
- 2000년 (주)어뮤즈월드의 출자로 주식회사 그라비티로 법인 전환. CEO취임.
- 2001년 MMORPG  라그나로크 개발, 알파테스트, 베타테스트.
- 2002년 3월 그라비티의 CEO직을 사임하고 CTO 취임.
- 2002년 3월 31일 RAG-FES1에 참가.「모에함을 추구」등의 발언으로 일본 라그나로크 유저들에게 널리 알려지게 되었다.
- 2002년 9월 라그나로크 온라인의 정식서비스 1개월후 그라비티를 퇴사.
- 2003년 주식회사 IMC 게임즈 설립
- 2005년 MMORPG 그라나도 에스파다의 베타테스트.
- 2006년 그라나도 에스파다의 한일 동시 서비스 개시.

## 같이 보기
- 그라비티
- IMC 게임즈
- 손노리